# Europarlamentari della Romania della IX legislatura
Gli europarlamentari della Romania della IX legislatura, eletti in occasione delle elezioni europee del 2019, sono i seguenti.

## Composizione storica
| Europarlamentare      | Lista                                                                          | Gruppo |
| --------------------- | ------------------------------------------------------------------------------ | ------ |
| Clotilde Armand       | Alleanza 2020 USR PLUS (Unione Salvate la Romania)                             | RE     |
| Carmen Avram          | Partito Social Democratico                                                     | S&D    |
| Traian Băsescu        | Partito del Movimento Popolare                                                 | PPE    |
| Adrian-Dragoș Benea   | Partito Social Democratico                                                     | S&D    |
| Vasile Blaga          | Partito Nazionale Liberale                                                     | PPE    |
| Ioan-Rareș Bogdan     | Partito Nazionale Liberale                                                     | PPE    |
| Vlad-Marius Botoș     | Alleanza 2020 USR PLUS (Unione Salvate la Romania)                             | RE     |
| Daniel Buda           | Partito Nazionale Liberale                                                     | PPE    |
| Cristian-Silviu Bușoi | Partito Nazionale Liberale                                                     | PPE    |
| Dacian Cioloș         | Alleanza 2020 USR PLUS (Partito della Libertà, dell'Unità e della Solidarietà) | RE     |
| Tudor Ciuhodaru       | Partito Social Democratico                                                     | S&D    |
| Corina Crețu          | PRO Romania                                                                    | S&D    |
| Gheorghe Falcă        | Partito Nazionale Liberale                                                     | PPE    |
| Cristian Ghinea       | Alleanza 2020 USR PLUS (Unione Salvate la Romania)                             | RE     |
| Maria Grapini         | Partito Social Democratico                                                     | S&D    |
| Mircea-Gheorghe Hava  | Partito Nazionale Liberale                                                     | PPE    |
| Claudiu Manda         | Partito Social Democratico                                                     | S&D    |
| Marian-Jean Marinescu | Partito Nazionale Liberale                                                     | PPE    |
| Dan-Ștefan Motreanu   | Partito Nazionale Liberale                                                     | PPE    |
| Siegfried Mureșan     | Partito Nazionale Liberale                                                     | PPE    |
| Dan Nica              | Partito Social Democratico                                                     | S&D    |
| Dragoș Pîslaru        | Alleanza 2020 USR PLUS (Partito della Libertà, dell'Unità e della Solidarietà) | RE     |
| Rovana Plumb          | Partito Social Democratico                                                     | S&D    |
| Nicolae Ștefănuță     | Alleanza 2020 USR PLUS (Unione Salvate la Romania)                             | RE     |
| Ramona Strugariu      | Alleanza 2020 USR PLUS (Partito della Libertà, dell'Unità e della Solidarietà) | RE     |
| Cristian Terheș       | Partito Social Democratico                                                     | S&D    |
| Eugen Tomac           | Partito del Movimento Popolare                                                 | PPE    |
| Dragoș Tudorache      | Alleanza 2020 USR PLUS (Partito della Libertà, dell'Unità e della Solidarietà) | RE     |
| Mihai Tudose          | PRO Romania                                                                    | S&D    |
| Adina-Ioana Vălean    | Partito Nazionale Liberale                                                     | PPE    |
| Loránt Vincze         | Unione Democratica Magiara di Romania                                          | PPE    |
| Iuliu Winkler         | Unione Democratica Magiara di Romania                                          | PPE    |

## Modifiche intervenute

### Partito Nazionale Liberale
- In data 02.12.2019 a Adina-Ioana Vălean (nominata Commissario europeo per i Trasporti nella Commissione von der Leyen I) subentra Gheorghe-Vlad Nistor[3].

### Unione Salvate la Romania
- In data 10.11.2020 a Clotilde Armand (eletta sindaco del Settore 1 di Bucarest) subentra Vlad Gheorghe[4].
- In data 22.12.2020 Cristian Ghinea (nominato ministro dei fondi europei del governo Cîțu) rinuncia al mandato[5].

### Partito della Libertà, dell'Unità e della Solidarietà
- In data 28.12.2020 a Cristian Ghinea (Unione Salvate la Romania) subentra Alin Mituța[6].

### Europarlamentari eletti per effetto dell'attribuzione di seggi ulteriori
- In data 01.02.2020 è proclamato eletto Victor Negrescu (PSD, gruppo S&D).

### Modifiche intervenute nella rappresentanza dei partiti nazionali e nella composizione dei gruppi
- In data 06.01.2020 Mihai Tudose (PRO) aderisce al PSD[7].
- In data 11.05.2020 Cristian Terheș (PSD) aderisce al Partito Nazionale Contadino Cristiano Democratico (PNȚCD) e passa da S&D al gruppo ECR[8].
- In data 26.05.2020 Maria Grapini (PSD) aderisce al Partito del Potere Umanista (PPU)[9], poi ridenominato Partito Umanista Social Liberale (PUSL). In data 29.02.2024 aderisce nuovamente al PSD.
- In data 16.04.2021 gli eurodeputati del PLUS aderiscono all'USR in seguito alla fusione dei due partiti[10].
- In data 31.05.2022 gli eurodeputati dell'USR Dacian Cioloș, Ramona Strugariu, Dragoș Pîslaru, Alin Mituța e Dragoș Tudorache aderiscono al partito REPER[11].
- In data 08.03.2023 Nicolae Ștefănuță lascia l'Unione Salvate la Romania e passa da Renew Europe al gruppo I Verdi/Alleanza Libera Europea.
- In data 01.12.2023 Cristian Terheș (PNȚCD) aderisce al Partito Nazionale Conservatore Romeno[12].
- In data 05.02.2024 Vlad Gheorghe lascia l'Unione Salvate la Romania[13].
- In data 23.02.2024 Tudor Ciuhodaru (PSD) aderisce all'Alleanza per l'Unione dei Romeni (AUR) e passa da S&D ai Non iscritti[14].

## Tabelle di sintesi

### Gruppi parlamentari europei
Di seguito tabella riassuntiva del numero dei mandati suddivisi per gruppo parlamentare ad inizio e fine legislatura e al 1º gennaio di ogni anno.
| Gruppo parlamentare | Gruppo parlamentare                                    | Gruppo parlamentare | Inizio Leg. | 2020 | 2021 | 2022 | 2023 | 2024 | Fine Leg. |
| ------------------- | ------------------------------------------------------ | ------------------- | ----------- | ---- | ---- | ---- | ---- | ---- | --------- |
|                     | Gruppo del Partito Popolare Europeo                    | PPE                 | 14          | 14   | 14   | 14   | 14   | 14   | 14        |
|                     | Alleanza Progressista dei Socialisti e dei Democratici | S&D                 | 10          | 10   | 10   | 10   | 10   | 10   | 9         |
|                     | Renew Europe                                           | RE                  | 8           | 8    | 8    | 8    | 8    | 7    | 7         |
|                     | Gruppo dei Conservatori e dei Riformisti Europei       | ECR                 | -           | -    | 1    | 1    | 1    | 1    | 1         |
|                     | I Verdi/Alleanza Libera Europea                        | Verdi/ALE           | -           | -    | -    | -    | -    | 1    | 1         |
|                     | Non iscritti                                           | NI                  | -           | -    | -    | -    | -    | -    | 1         |

### Partiti rumeni
Di seguito tabella riassuntiva del numero dei mandati suddivisi per partito politico ad inizio e fine legislatura e al 1º gennaio di ogni anno.
| Partito | Partito                                               | Partito | Inizio Leg. | 2020 | 2021 | 2022 | 2023 | 2024 | Fine Leg. |
| ------- | ----------------------------------------------------- | ------- | ----------- | ---- | ---- | ---- | ---- | ---- | --------- |
|         | Partito Nazionale Liberale (Romania)                  | PNL     | 10          | 10   | 10   | 10   | 10   | 10   | 10        |
|         | Partito Social Democratico (Romania)                  | PSD     | 8           | 8    | 8    | 8    | 8    | 8    | 8         |
|         | Unione Salvate la Romania                             | USR     | 4           | 4    | 3    | 8    | 3    | 2    | 1         |
|         | Partito della Libertà, dell'Unità e della Solidarietà | PLUS    | 4           | 4    | 5    | -    | -    | -    | -         |
|         | Rinnoviamo il Progetto Europeo della Romania          | REPER   | -           | -    | -    | -    | 5    | 5    | 5         |
|         | Partito del Movimento Popolare                        | PMP     | 2           | 2    | 2    | 2    | 2    | 2    | 2         |
|         | Unione Democratica Magiara di Romania                 | UDMR    | 2           | 2    | 2    | 2    | 2    | 2    | 2         |
|         | PRO Romania                                           | PRO     | 2           | 2    | 1    | 1    | 1    | 1    | 1         |
|         | Partito Umanista Social Liberale                      | PUSL    | -           | -    | 1    | 1    | 1    | 1    | -         |
|         | Partito Nazionale Contadino Cristiano Democratico     | PNȚCD   | -           | -    | 1    | 1    | 1    | -    | -         |
|         | Partito Nazionale Conservatore Romeno                 | PNCR    | -           | -    | -    | -    | -    | 1    | 1         |
|         | Alleanza per l'Unione dei Romeni                      | AUR     | -           | -    | -    | -    | -    | -    | 1         |
|         | Indipendente (politica)                               |         | -           | -    | -    | -    | -    | 1    | 2         |